# Tom Krøjer
Tom Christian Krøjer Olsen (født 10. august 1942 i Frederikssund, død 9. maj 2015) var en dansk billedkunstner.
Krøjer var uddannet fra Kungliga Konsthögskolan i Stockholm i 1967. Han debuterede på Kunstnernes Efterårsudstilling i 1962 og eksperimenterede i 1960'erne med video, telekommunikation, film og happenings. Her samarbejdede han med Jens Jørgen Thorsen under et ophold på Drakabygget i Skåne. Han var i de tidlige år knyttet til både den danske Eks-Skole og til den internationale Bauhaus Situationiste-bevægelse.
Tom Krøjer er bl.a. inspireret af Fluxus og af den amerikanske pop art. Hans værker er præget af stærke farver, en fabulerende opbrydning af formsproget og fokus på fladen.
I 1971 modtog han Statens Kunstfonds 3-årige stipendium. Han har udført flere udsmykninger og var fra 1983 medlem af Grønningen.